# بویوویچی
بویوویچی (به لاتین: Bojovići) یک منطقهٔ مسکونی در مونته‌نگرو است که در شهرداری آندریژویکا واقع شده‌است. بویوویچی ۳۳ نفر جمعیت دارد.